# 东家话
东家话是中国贵州省的一种西部苗语支语言。它与亻革家语关系最为密切。
东家人被官方划归为畲族，但讲西部苗语。他们的本名是嘎孟Gameng，而邻近的饶家人称他们为嘎斗Gadou。董 (2008) 研究了麻江县杏山镇六堡村的东家人。陈 (2011) 认为亻革家和东家是重安江苗语的两个不同支系，并将重安江苗语归入苗语川黔滇方言。